# Belgium2themoon

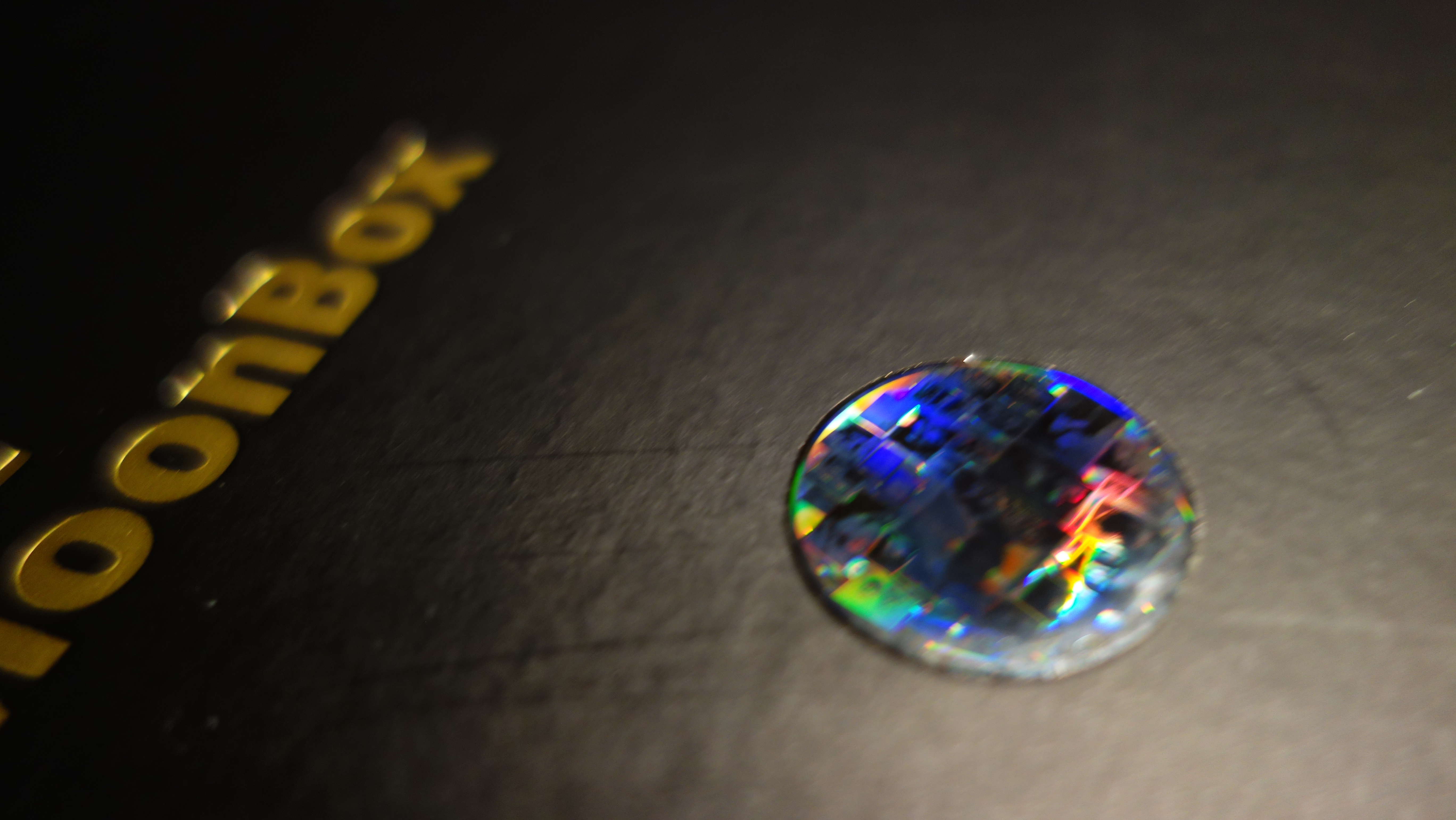
Het Belgium2theMoon-project: een nikkel schijfje dat als een tijdcapsule naar de Maan wordt verzonden in 2023

Belgium2theMoon is een Belgisch non-gouvernementeel ruimtevaartproject in samenwerking met Astrobotic en koerierbedrijf DHL. Het project bestaat uit een klein nikkel schijfje met daarop lasergegraveerde foto's en tekst. Dit muntje zal als een minuscule tijdcapsule worden verstuurd via het Commercial Lunar Payload Services-programma van NASA. Dit is een maanmissie die Astrobotic voor NASA zal uitvoeren in 2023.
In samenwerking met Astrobotic biedt DHL een DHL MoonBox-service aan waarmee mensen souvenirs naar het maanoppervlak kunnen sturen. Klanten kunnen hun DHL MoonBox bestellen en DHL zal verantwoordelijk zijn voor de uitgaande levering en het transport naar Astrobotic in Pittsburgh. Daar worden de pakketten in bewaring gegeven tot de eerste maanmissie.
Het Belgium2theMoon-schijfje zal eerst geplaatst en getransporteerd worden in een zogenaamde 'maancapsule' van koerierbedrijf DHL. Dan worden alle maancapsules voor de vlucht geïntegreerd in een enkele 'moonpod' op de Peregrine-maanlander. De Peregrine-maanlander zal tijdens zijn eerste missie 35 kilogram aan lading vliegen, met de optie om te upgraden naar 265 kilogram tijdens toekomstige missies. Met de 'Belgium2theMoon-tijdcapsule' wordt zo het eerste echte 'postpakketje' verstuurd van België naar de Maan. De raket, die de Peregrine-maanlander van Astrobotic in de ruimte moet brengen, is de nieuwe Vulcan van de firma United Launch Alliance (ULA).
Foto's en tekst werden met behulp van 'nanofiche'-techniek op de munt gegraveerd. In tegenstelling tot andere alternatieven, vervagen gegraveerde foto's of tekst op op nikkel gebaseerde Nanofiche nooit. De gegevens op het nikkel schijfje zullen waarschijnlijk miljarden jaren onaangeroerd bewaard blijven liggen op het maanoppervlak. Dat komt doordat nikkel niet oxideert en bestand is tegen elektromagnetische straling en extreme hitte en koude op de Maan.
De 'Belgium2theMoon'-tijdcapsule wordt het tweede voorwerp van Belgische herkomst dat op de Maan zal geplaatst worden. Het eerste was Fallen Astronaut, een aluminium beeldje, gemaakt door de Belgische kunstenaar Paul Van Hoeydonck. Het werd op de Maan geplaatst door de astronauten van Apollo 15 in 1971.